# Fernando González Urbaneja
Fernando González Urbaneja (Burgos, 8 de marzo de 1950) es un periodista y analista económico español. Actualmente, ocupa la presidencia de la Comisión de Arbitraje, Quejas y Deontología del Periodismo.

## Biografía

### Trayectoria profesional
Nació el 8 de marzo de 1950 en Burgos. Licenciado en Ciencias Políticas y graduado por la Escuela de Periodismo de la Iglesia (1972), ha dedicado toda su carrera profesional al periodismo, especializándose en economía.
Sus inicios profesionales fueron en el desaparecido diario Madrid antes de su cierre definitivo en 1971. Luego, trabajó para la agencia Logos y entre los años 1974 y 1976 fue redactor del semanario Doblón. Desde la aparición del periódico El País, en 1976, fue jefe de la sección de economía y su redactor jefe entre 1979 y 1980. En este medio utilizó la firma colectiva de "Enrique Díaz González", en cuyos artículos también participaban Carlos Díaz Güell y Enrique Badía.
Luego, a comienzos de los ochenta se produjo su primera salida del mundo del periodismo para trabajar en Corporación Bancaria y desempeñar el puesto de responsable de Comunicación del Banco Hispano Americano, regresando en mayo de 1985 para incorporarse al Grupo 16 de Juan Tomás de Salas, donde fue primero subdirector del semanario Cambio 16, en el que a comienzos de septiembre de ese año fue nombrado su director, cargo en el que se mantuvo sólo unos meses. Además, fue subdirector de publicaciones del Grupo 16 y editor de la publicación Bolsa 16.
En 1987 regresó a la empresa privada como director de Relaciones Externas en el grupo Construcciones y Contratas.
Tras abandonar esta última dedicó un año al estudio y la lectura, y en septiembre de 1990 regresó a los medios probando suerte en las nacientes televisiones privadas, como analista económico en el informativo matinal Las noticias económicas de Antena 3 TV, dirigido por Alejandro Dueñas. En este mismo medio dirigió y presentó en 1991 el informativo de las 20:30 y en febrero del año siguiente de telediario de las 15 horas, así como el informativo semana Los 3 de Antena 3, junto a Luis Herrero y José María Carrascal. Desde septiembre de 1992, tras el desembarco en la dirección de Manuel Campo Vidal, presentó el espacio semanal Debate abierto. También, en 1993 colaboró en programa Viva la gente de la tarde, presentado por Miguel Ángel García Juez en Antena 3 Radio.
El 19 de julio de 1994 el grupo Prisa le encargó la dirección del diario económico Cinco Días, en sustitución de Jesús Mota. Además, comenzó a colaborar meses después como tertuliano en Hora 25 de la Cadena Ser. El 3 de septiembre de 1999 presentó la dimisión en la dirección del diario económico, siendo sustituido por Félix Monteira.
A finales de julio de 2001 volvió a Diario 16, ahora controlado por el Grupo Voz, para compartir con Enrique Badía el puesto de director general con la intención de poner en marcha un nuevo proyecto que reflotara el medio, para lo cual necesitaban la llegada de nuevos accionistas que invirtieran alrededor de 3.000 millones de pesetas. Pasados tres meses sin que apareciera el capital necesario, a primeros de noviembre la cabecera desapareció de los quioscos.

### Consolidación y Asociación de la Prensa
Regresó a Antena 3 TV en febrero de 2002 para dirigir el espacio Queremos saber más, presentado por Mercedes Milá y en el que se analizaban a fondo dos o tres temas de actualidad. En septiembre de ese mismo año comenzó a presentar en Onda Cero junto con Carmen Martínez Castro el informativo radiofónico La brújula, espacio que dejó en 2003. A continuación, continuó ligado a este medio como tertuliano del programa Herrera en la Onda, presentado por Carlos Herrera.
Fue elegido tesorero de la Asociación de la Prensa de Madrid (APM) después de ser el periodista más votado por sus compañeros en las elecciones del 22 de junio de 1999, a las que concurrió como integrante de la derrotada candidatura de Luis Ángel de la Viuda (en elecciones con listas abiertas). Cuatro años después, encabezó una lista a la presidencia de la APM y consiguió el respaldo de la profesión en las elecciones del 12 de noviembre de 2003 al recibir 968 votos, casi un tercio más que la encabezada por Francisco Giménez Alemán. Luego, el 24 de abril del año siguiente fue elegido por unanimidad presidente de la Federación de Asociaciones de Periodistas de España (FAPE). Al frente de la APM, lanzó las publicaciones "Informe Anual de la Profesión Periodística" y "Cuadernos de Periodistas", así como el sello editor Ediciones APM, que publica libros de periodismo. Presidió la APM hasta el 1 de diciembre de 2011.

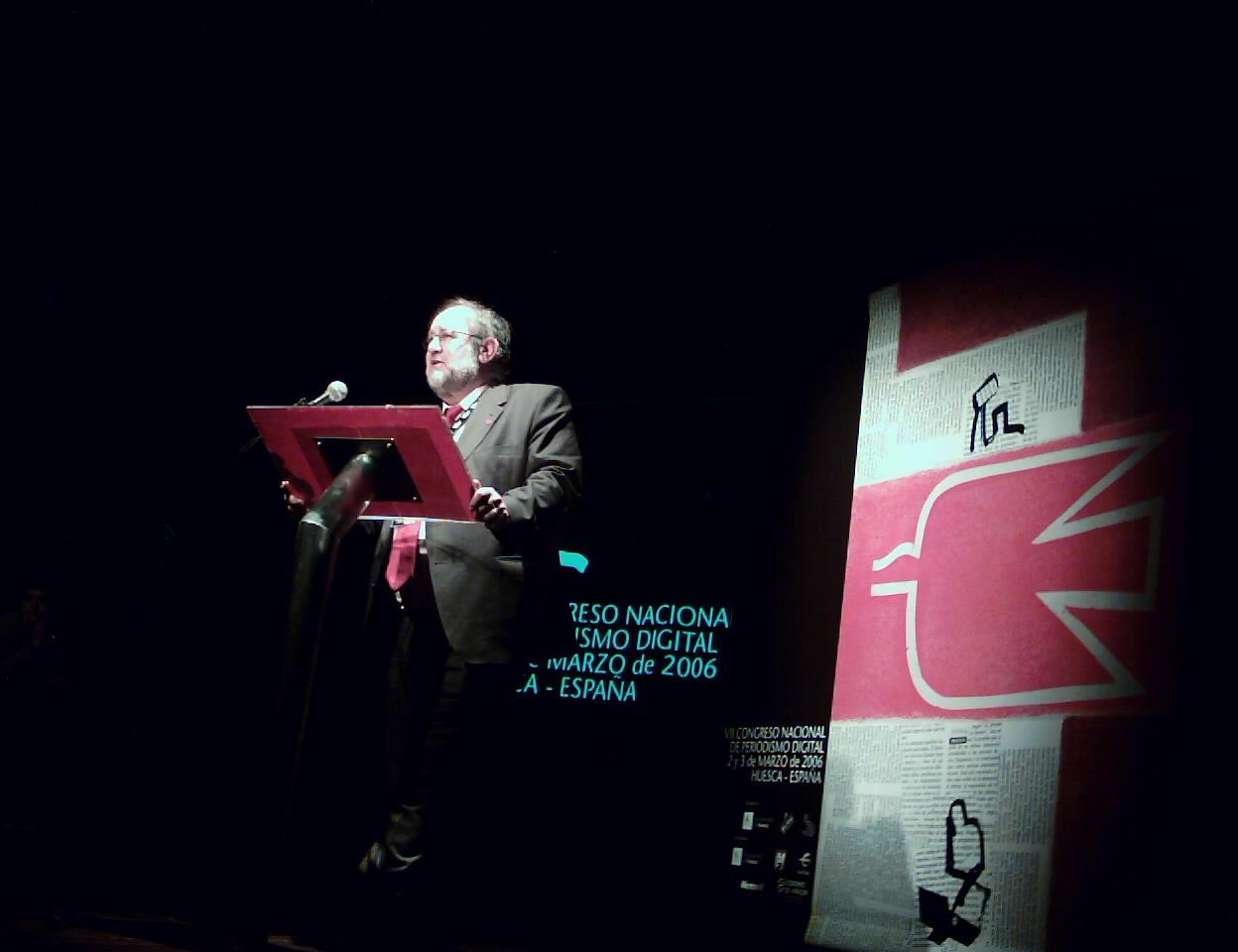
Fernando González Urbaneja en Huesca (2006).

El 23 de abril de 2004, González Urbaneja fue una de las cinco personas de reconocido prestigio a las que el Gobierno de Rodríguez Zapatero les encomendó la elaboración de un informe para la reforma de los medios de comunicación de titularidad estatal (financiación y elección de su dirección). El Comité de Empresa de RTVE lo recusó por considerar que tenía y había manifestado públicamente una idea prejuzgada sobre este medio estatal.
Este consejo de expertos entregó su dictamen al Ejecutivo en febrero de 2005, en el que Urbaneja fue el único que presentó un voto particular y contrario a lo aprobado por sus cuatro compañeros, quienes propusieron un nuevo modelo de radiotelevisión pública "plenamente independiente" del Gobierno, con financiación mixta, prohibición de endeudamiento y con contenidos de servicio público de calidad. El consideró que del informe "cabía esperar más ambición en las propuestas financieras y de gestión, y más rigor en el diagnóstico".
En su etapa al frente de la FAPE, se constituyó en mayo de 2004 la Comisión de Arbitraje, Quejas y Deontología del Periodismo, órgano de autorregulación profesional que aplica el Código Deontológico de la FAPE, y de la que es presidente desde el 12 de junio de 2023, y en octubre de 2004 promovió la redacción de un estatuto de la profesión periodística para desligarla de la "telebasura". Un mes después, rechazó la proposición de ley de IU-ICV aprobada para su debate en el Congreso de los Diputados, por considerar que devolvía a la profesión al franquismo, y se comprometió a elaborar un texto alternativo. 
Sus duras críticas hacia RTVE, a finales de febrero de 2006, en una Comisión del Senado, de la que dijo que calificó "quizá no haya ningún sitio en España con más corrupción", aunque reconociendo no tener pruebas, generó duras críticas de la directora del ente, Carmen Caffarel y UGT, por lo que reconoció haber "metido la pata", pero mantuvo que era "un desastre sin paliativos, que el modelo de gestión es erróneo" y en algunos casos cercano a la malversación.
El 1 de abril de 2006 fue reelegido presidente de la FAPE en la asamblea en la que se modificaron los estatutos para favorecer la incorporación de todas las asociaciones sectoriales de periodistas del país (económicos, sanitarios, gráficos o deportivos).
Trabaja sobre una historia de la política económica desde la democracia y ha publicado los libros: Rumasa (1983) y Real Madrid Inc. (2006), ambos con Enrique Badía, Banca y poder: la pasión por ser banquero" (1993), Ética en la empresa informativa en Ética y empresa, visión multidisciplinar dirigido por Adela Cortina (1997).
Desde 1999 también se dedicó a la docencia como profesor asociado del departamento de Historia Económica de la Universidad Carlos III, donde impartió las asignaturas de Historia del Pensamiento Económico y Fundamentos de Economía a alumnos de Económicas-Derechos y de Periodismo, respectivamente. Igualmente, fue decano de la Facultad de Comunicación de la Universidad Antonio de Nebrija, en la que también impartió la asignatura de Ética y Deontología Profesional entre 2009 y 2011.
Sus artículos se publicaron en gran número de publicaciones, como el diario ABC, el gratuito 20 Minutos o el digital La Estrella Digital (hasta 2009).
Por su participación en el "consejo de expertos" para los medios de comunicación estatales, el 4 de marzo de 2005 el Gobierno de España le concedió la Gran Cruz de la Orden Civil de Alfonso X El Sabio.
En los últimos años ha compatibilizado prensa escrita (con columnas en los diarios ABC y 20 minutos con radio (La brújula y Herrera en la onda, ambos en Onda Cero hasta 2008 y, posteriormente, en diversos programas de Punto Radio). Desde 2010 es columnista del diario Republica.com.
En 2010 protagonizó una polémica al acusar a Telecinco de colocar a la periodista Sara Carbonero tras la portería de la selección española en los partidos del Mundial de Sudáfrica 2010, para crear morbo. Como es sabido, la FIFA decidió que las cadenas que adquirieron los derechos de retransmisión de los partidos, situaran a los enviados especiales tras las porterías de sus respectivas selecciones.
Pocos meses después, en febrero de 2011, el objeto de sus críticas era el propio consejero delegado de Telecinco, Paolo Vasile, y declaraba que: Un tipo que dice que la medida de la ética la da la audiencia es un tipo que habría que extrañar de España.
En 2015 recibe el Palmarés del Premio APM de Honor de la Asociación de la Prensa de Madrid y en 2023, el premio de Periodismo Económico de la Asociación de Periodistas de Información Económica (APIE).

## Libros publicados
- Ética en la empresa informativa (1977).
- Ética y empresa, visión multidisciplinar (1977).
- Rumasa (1983).
- Banca y poder, la pasión por ser banquero (1993).